# Michael C. Williams
Michael C. Williams (The Bronx (New York), 25 juli 1973) is een Amerikaans acteur.
Williams werd bekend door zijn acteren in de film The Blair Witch Project.

## Biografie
Williams werd geboren in de borough The Bronx van New York. Hij heeft zijn high school doorlopen aan de Westlake High School in Mount Pleasant (New York). Hierna ging hij studeren aan de staatsuniversiteit van New York in Ulster County.
Williams is ook manager van een theater in Hawthorne (New York) (Mount Pleasant), en werkt ook als decaan naast het geven van acteerlessen en het regisseren van toneelstukken.

## Filmografie

### Films
Uitgezonderd korte films.
- 2024 Ghost Game - als Pete
- 2022 Satanic Hispanics - als hondenwandelaar
- 2008 The Objective – als sergeant Trinoski
- 2007 Montclair – als Joel
- 2006 Altered – als Otis
- 2002 Long Story Short – als Tommy
- 2002 Twelve City Blocks – als Gizmo
- 2000 Sally – als Lap
- 1999 The Blair Witch Project – als Michael Williams

### Televisieseries
- 2018 FBI - als Cole Cooper - 1 afl.
- 2009 Law & Order: Special Victims Unit – als Pete Rinaldi – 1 afl.
- 2003 Without a Trace – als Brad – 1 afl.
- 2000 Law & Order – als Jimmy Beltran – 1 afl.

- Bibliothèque nationale de France: cb14034401r (data)
- Gemeinsame Normdatei: 132191431
- International Standard Name Identifier: 0000 0000 4617 4226
- Library of Congress Control Number: no99081117
- Nationale Bibliotheek van Tsjechië: xx0166272
- SNAC: w6km07f1
- Système universitaire de documentation: 069303940
- Virtual International Authority File: 32197912
- WorldCat: E39PBJrcfR3GH3bmGcRGyx7vHC